# Salzwedel (stacja kolejowa)

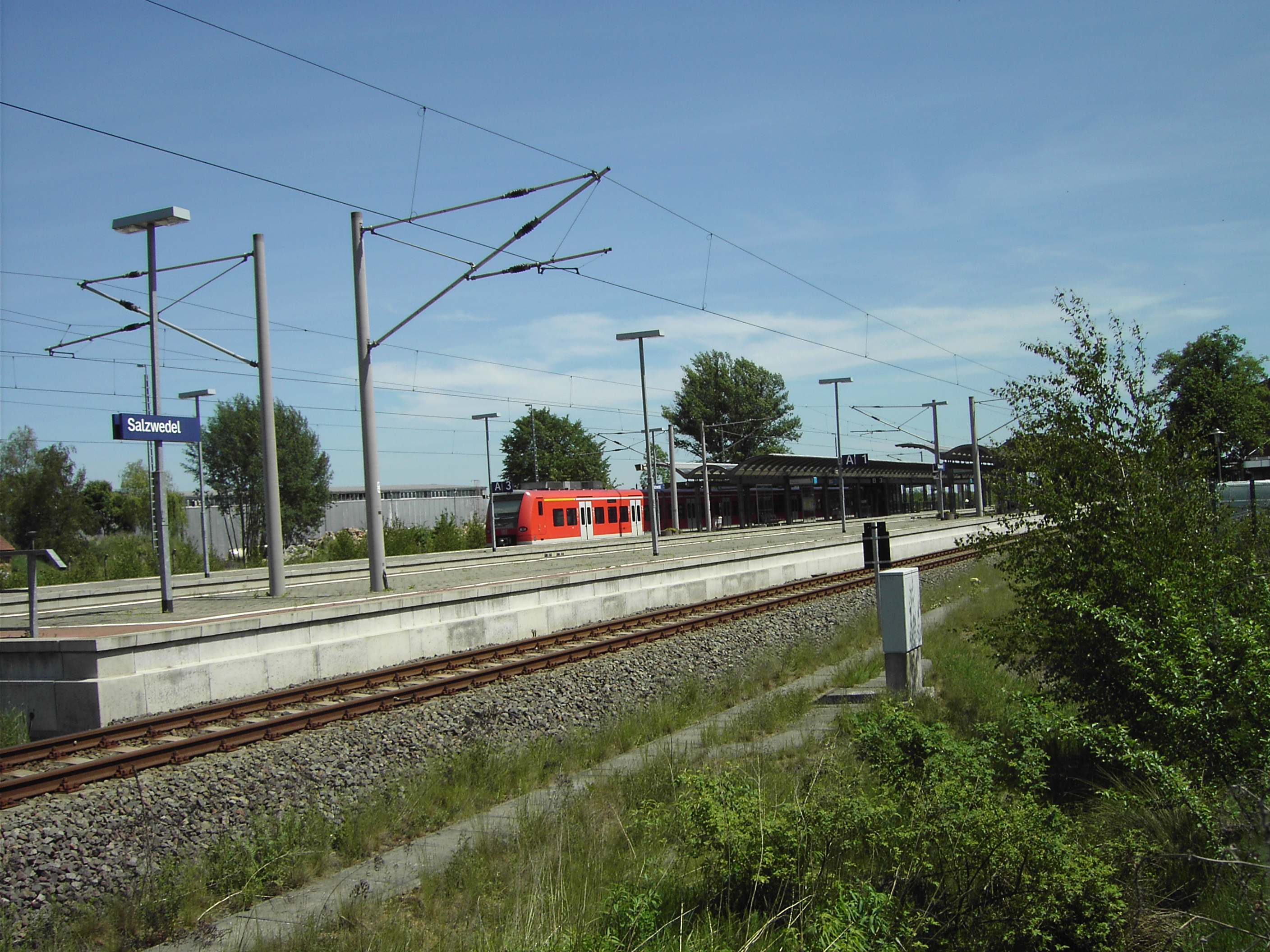
Widok na perony

Salzwedel – stacja kolejowa w Salzwedel, w kraju związkowym Saksonia-Anhalt, w Niemczech.